# Lista di teatri anatomici
Lista di Anfiteatri, o teatri, anatomici. Nati a Padova nel 1594 per l'insegnamento dell'anatomia, si diffusero rapidamente in Europa.

## Italia

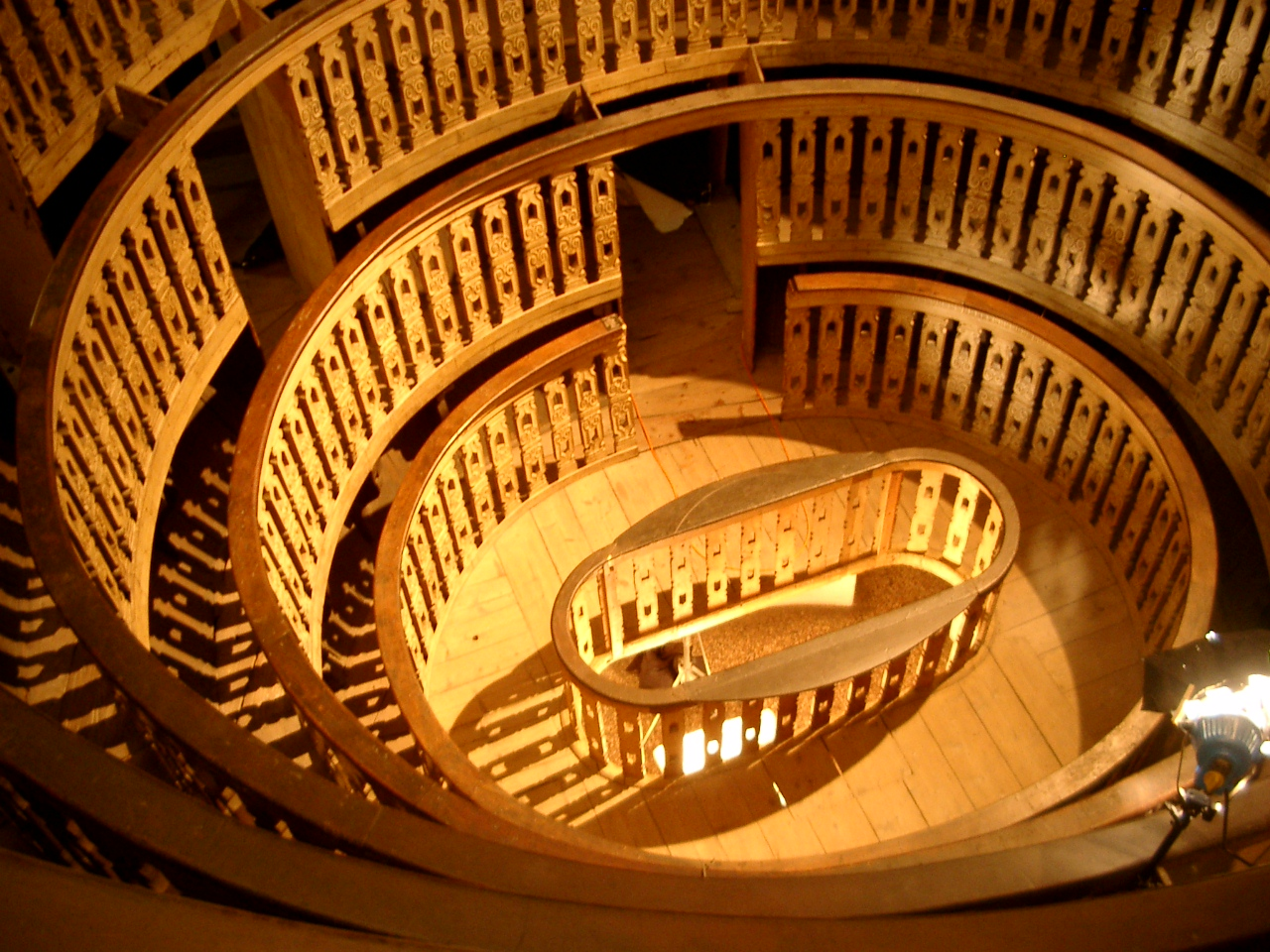
Il teatro anatomico di Padova, risalente al 1594, è il primo ad essere istituito

- 1594 - Padova, Teatro anatomico di Padova;
- 1637 - Bologna, Teatro dell'Archiginnasio;
- 1666 - Roma, Ospedale della Consolazione;
- 1731 - Ferrara, Teatro anatomico di Ferrara;
- 1775 - Modena, Teatro anatomico di Modena;
- 1780 - Roma, Sala Lancisiana di San Giacomo in Augusta;
- 1770 - 1780 ca. Pistoia, Ospedale del Ceppo;
- 1785 - Pavia, Museo della Medicina dell'Università[1];
- 1800 - Catania, Teatro anatomico[2];
- 1820 - Lucca, teatro anatomico di Palazzo Lucchesini;
- 1826 - Roma, Ospedale San Gallicano[3];

## Olanda
- 1597 - Leida, Theatrum Anatomicum dell'Università (Museo Boerhaave)

## Danimarca
- 1644 - Copenaghen, Domus Anatomica

## Svezia
- 1663 - Uppsala, Gustavianum

## Germania
- 1789 - Berlino, Teatro anatomico della scuola veterinaria di Berlino